# Zofia Grabowska (tłumaczka)
Zofia Grabowska (ur. ?, zm. 1929) – polska tłumaczka.

## Rodzina
Pochodziła z rodziny żydowskich uszlachconych frankistów – neofitów. Jej siostrami były:
- Wanda Żeleńska,
- Julia Grabowska (druga żona Adolfa Tetmajera),
- Maria Grabowska (żona Władysława Kwietniewskiego, wykładowcy Szkoły Głównej Warszawskiej)[2].

## Tłumaczenia
Zofia Grabowska przełożyła na polski między innymi następujące książki:
- Małe kobietki Louisy May Alcott[3]
- Dobre żony Louisy May Alcott[3]
- Mali mężczyźni Louisy May Alcott[3]
- Co Kasia robiła Susan Coolidge[3]
- Emilia Wyndham Anne Marsh-Caldwell[4]
- Z ziemi niewolników Henry’ego M. Stanleya[3]